# Burie Wonberma
Burie Wonberma är ett distrikt i Etiopien. Det ligger i den centrala delen av landet, 280 km nordväst om huvudstaden Addis Abeba.